# Мишуга, Александр Филиппович
Алекса́ндр Фили́ппович Мишу́га (укр. Олекса́ндр Пили́пович Мишу́га (Мишу́ґа); 1853—1922) — украинский оперный певец (тенор), музыкальный педагог и меценат.

## Биография

### Детство
Александр Мишуга родился 20 мая 1853 года в селе Новый Витков (современная Львовская область). Отец его, Филипп Мишуга, был сапожником. Впоследствии Александр увековечит имя своего отца в артистическом псевдониме Филиппи. Сиротство рано научило юношу бороться за жизнь, вселило стремление к лучшей жизни. Выйти в «люди» ему помог прекрасный голос и хорошие люди, на которых ему везло в жизни.
В 1868 году отец взял сына с собой во Львов на праздник. В Соборе Святого Юра он так уверенно увлеченно подпевал церковному хору, что на него обратил внимание регент Никита Гатман и устроил мальчика на обучение. Затем последовали изнурительные годы учёбы в гимназии и учительской семинарии, по окончании которой он работал учителем в городе Львове.

### Дебют
Однако мечта стать профессиональным певцом не покидала его. Она привела молодого учителя в 1878 году к весьма уважаемому во Львове вокальному педагогу, профессору консерватории при Галицком музыкальном обществе Валерию Высоцкому. Сам в прошлом прославленный бас, Высоцкий воспитал целую плеяду оперных артистов высочайшего уровня, у него учились польские и украинские певцы, в том числе Соломея Крушельницкая, Александра Любич-Парахоняк и Янина Вайда-Королевич.
Обучение оказалось настолько успешным, что уже 14 сентября 1880 Мишуга предстал на сцене перед львовской публикой в опере С. Монюшко «Страшный двор». Отзывы и меломанов, и прессы были для дебютанта весьма лестны. Вдохновлённый триумфом, Мишуга решает продолжить учёбу в Италии. Наибольшим препятствием к осуществлению мечты была нехватка средств, однако поклонники его таланта собрали 1200 золотых гульденов, и в 1881 году он отправляется в город Милан.

### Италия
Проявив огромную целеустремленность и настойчивость, Мишуга совершенствует в Италии свою профессию: кроме занятий пением он изучает анатомию и физиологию, овладевает итальянским, немецким, русским, английским, французским языками. Довольно быстро Александр Мишуга пробует свои силы на итальянской сцене. В 1883 году состоялся дебют молодого певца в театре города Форли в лирической опере «Марта». Эта премьера стала ещё одним триумфом, и Мишуга сразу получает десятки заманчивых предложений из лучших театров Европы.
За замечательное исполнение партии Канио в опере «Паяцы» её автор — итальянский композитор Руджеро Леонкавалло подарил известному певцу свой клавир с надписью: «В Милане, днем открытия сезона, слушал Синьора Филиппи в партии Канио и был неизмеримо доволен его точной интерпретацией и волшебным искусством пения».

### Европа
Александр Мишуга поёт в Милане, Турине, Варшаве, Кракове, Киеве, Санкт-Петербурге, Берлине, Лондоне, Вене, Париже. Критика не жалеет для его голоса и артистического таланта наивысших похвал, публика неистовствует от восторга, спектакли с его участием повсюду проходят с аншлагом.
«Мишуга был певцом из Божьей милости. Когда Карузо заливал блеском силы и металла, то Мишуга очаровывал, а впечатление, которое вызывала его игра, это была тайна экспрессии, настроения, убеждающей силы, гипноза и неуловимое, что вырывалось из-под всякого анализа. В этом было нечто, о чём говорил великий Эверарди: не звук поет — поет душа!» — писал об одном из величайших европейских певцов прошлого века Степан Чарнецкий.
Но где бы ни был Мишуга, никогда не забывает своих родных краев и часто посещает Львов с концертами, включает в программы украинскую музыку. Романсы Николая Лысенко, Виктора Матюка, арии из оперы Семёна Гулака-Артемовского всегда украшали его программы. По мнению современников, оперные партии в исполнении Мишуги отличались высокой музыкальной культурой и задушевностью.

### Смерть

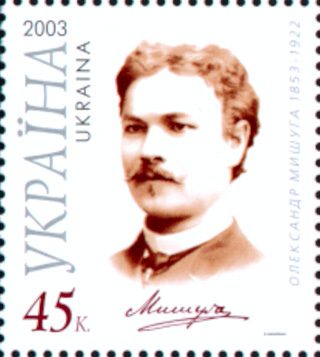
Почтовая марка Украины, 2003 год

В начале 1922 года здоровье Александра Мишуги очень подорвалось и семья Чинбергов поехали вместе с ним в курортный город Фрайбург в надежде на то, что климатические условия повлияют на выздоровление, но врачи диагностировали рак желудка. После тяжёлых трёхнедельных мук 9 марта 1922 года Александр Мишуга скончался в немецком городе Фрайбург.
Друзья певца, исполняя его завещание, перевезли прах на родину и похоронили в родном Виткове.

## Благотворительная деятельность
Весомый след оставила после себя и меценатская деятельность Мишуги. С его помощью вышел в свет сборник Ивана Франко «Увядшие листья». Первый том фундаментального исследования «Украинское искусство» тоже увидел свет благодаря помощи Александра Мишуги Полтавскому музею, который подготовил этот труд. Он осуществлял материальную помощь Театру Н. Садовского и украинской газете «Рада».
Помогал студентам и погорельцам, детским приютам, различным обществам и больницам. На склоне лет все своё имущество и деньги Мишуга завещал Высшему музыкальному институту имени Н. Лысенко во Львове, где основал несколько стипендий для малообеспеченных студентов.